# Норрчёпинг
Но́ррчёпинг или Но́рчёпинг (швед. Norrköping) — город в Швеции, крупный промышленный центр в 170 км к югу от Стокгольма, в лене Эстергётланд. Центр одноимённой коммуны. Рост города пришёлся на период индустриализации в XIX веке, за что Норрчёпинг получил прозвище «шведский Манчестер».
Город расположен на реке Мутала (Motala ström), недалеко от её впадения в Балтийское море.
Население по данным 2016 года 95 618 человек, вместе с пригородами — 130 050 жителей. Является седьмым по населению городом Швеции.

## История

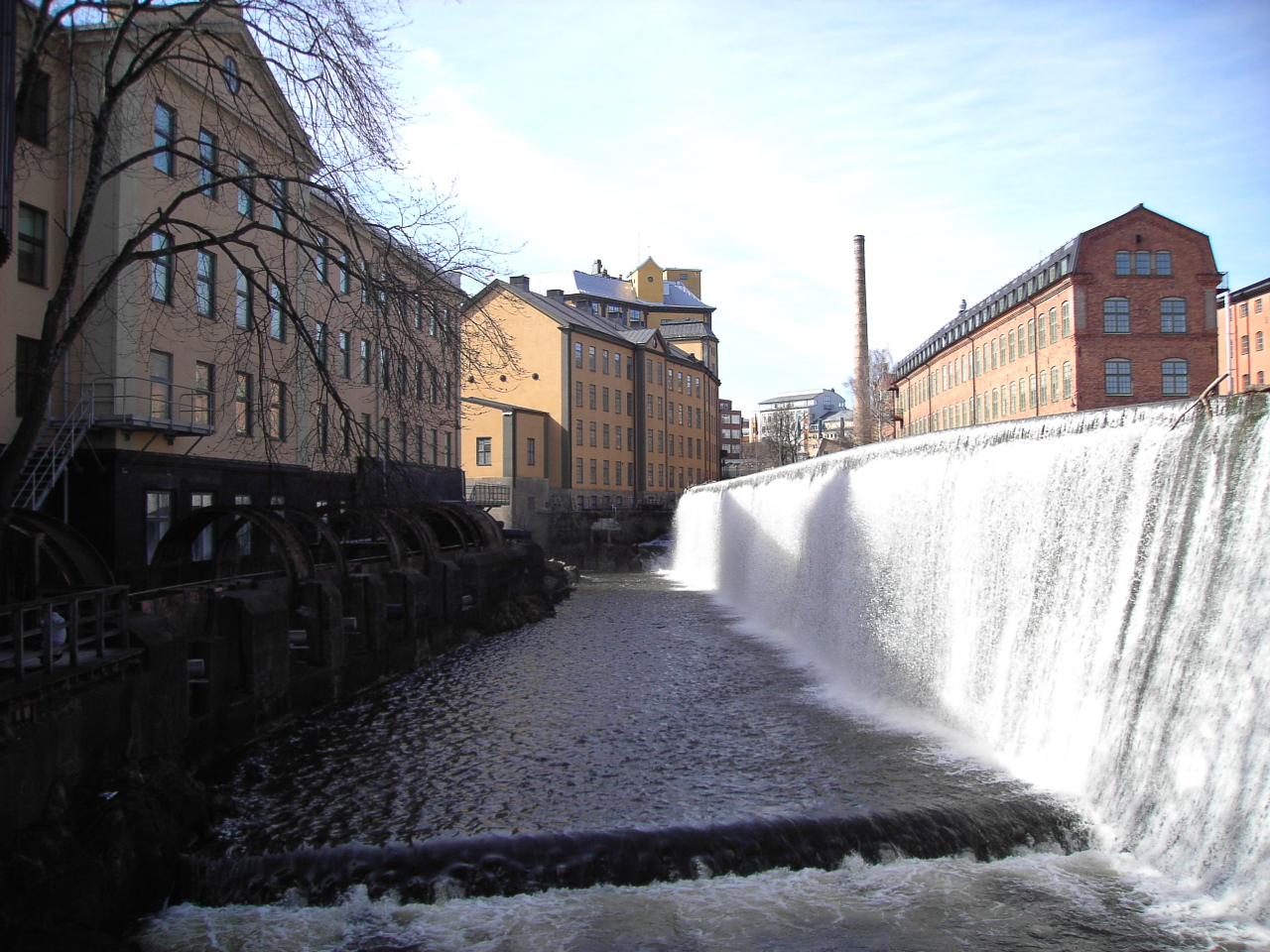
Плотина на реке Мутала в центре Норрчёпинга

Поселение на месте города появилось в Средние века. Точное время основания неизвестно, но в XII веке здесь упоминается церковь, посвящённая святому Олафу, покровителю Норвегии. Жители города использовали пороги на реке Мутала как источник энергии для мельниц, а также ловили в реке лосося. Первые следы названия города обнаруживаются в 1283 году, когда София Датская — жена Вальдемара I Шведского — передала права на вылов лосося монастырю Шеннинге (швед. Skänninge). Норрчёпинг получил права города в начале XIV века, но самый ранний документ, подтверждающий статус, датирован 1384 годом.

## Достопримечательности

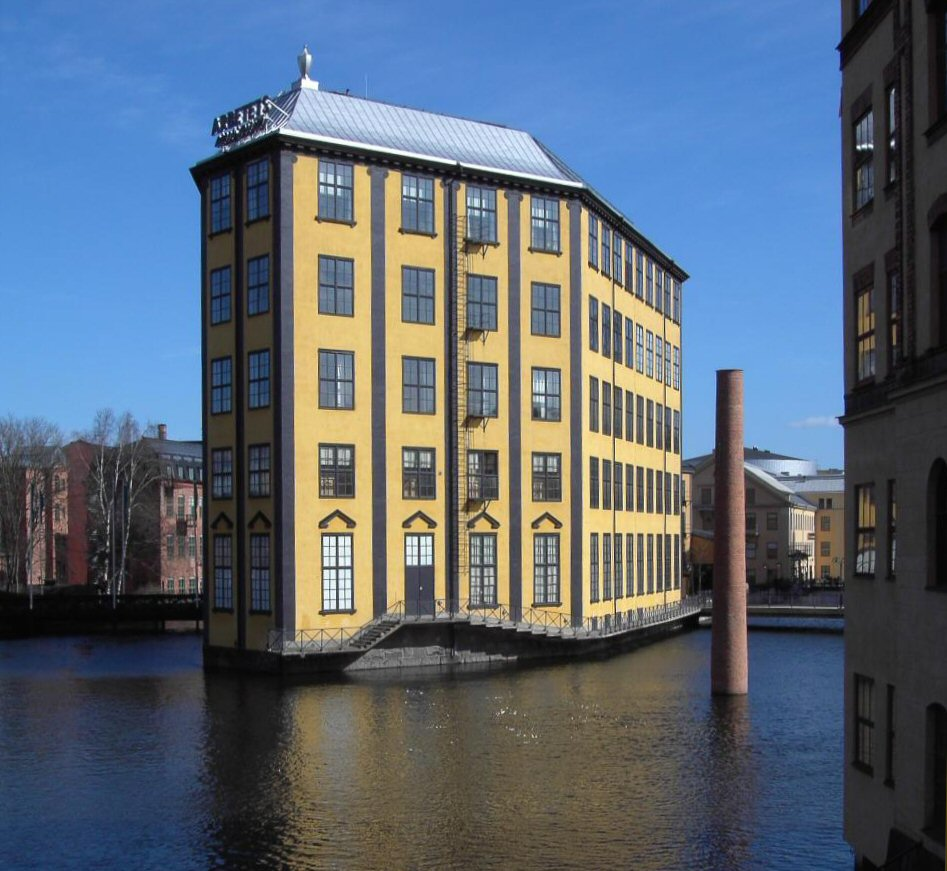
Здание Музея труда (Arbetets Museum) в Норрчёпинге

В XIX веке Норрчёпинг был одним из важнейших центров шведской текстильной промышленности, вторым по величине промышленного производства городом в стране. Весь индустриальный центр города, содержащий здания фабрик и складов, расположенных вдоль реки Мутала, а также плотины на реке, полностью отреставрирован и передан нескольким музеям.

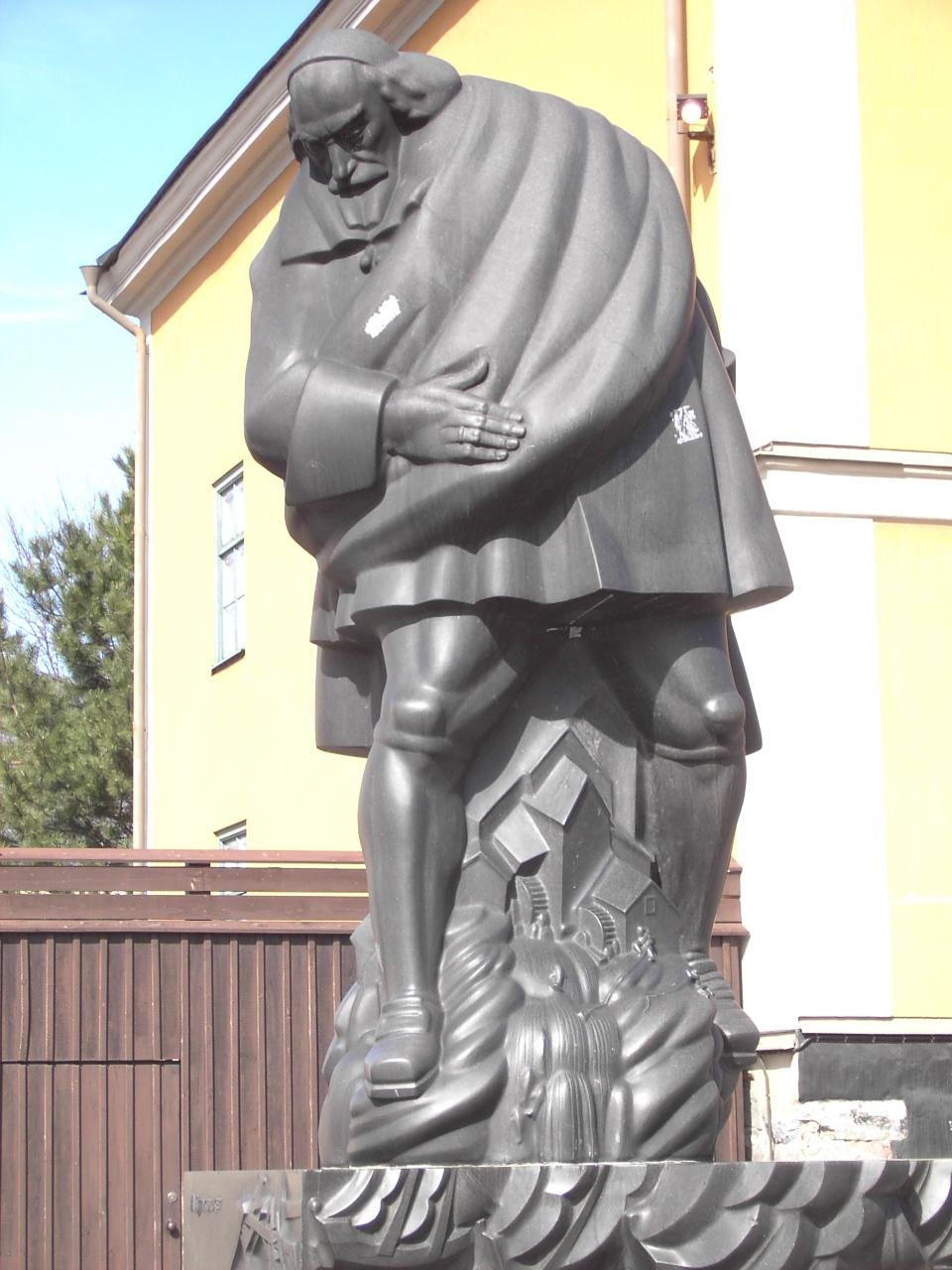
Памятник Луису де Гиру в Норрчёпинге.

Комплекс ткацкой фабрики считается одним из наиболее сохранившихся памятников промышленной архитектуры в Европе. Сейчас в её помещениях открыт городской музей (Stads Museum), основная часть экспозиции которого рассказывает о предпринимателе Луисе де Гире и его роли в строительстве города.
Неподалёку имеются ещё два музея связанных с историей промышленности города — Мельничный музей (Holmens Museum) с действующей мельницей и Музей труда (Arbetets Museum).
В XIX веке в Норрчёпинге проживала одна из крупнейших еврейских общин Швеции и с 1858 года сохранилась синагога на ул. Броддгатан.
Также заслуживает внимания музей искусств с интересной коллекцией современного искусства.
Панораму города можно увидеть со смотровой площадки, расположенной на высоте 50 м 68-метровой башни городской ратуши.
Севернее города расположен крупнейший в Скандинавии зоопарк.
В городе базируется Норрчёпингский симфонический оркестр.

## Транспорт
Через город проходят автомобильные дороги Е4 и Е22, железная дорога Södra stambanan (Мальмё — Катринехольм).
В Норрчёпинге c 1904 года действует трамвайная сеть. В летние месяцы дважды в неделю на регулярные линии выходят старые трамваи.
В трёх километрах к востоку от центра города расположен аэропорт Норрчёпинг.

## Спорт
В городе базируются профессиональные футбольные клубы ИФК Норрчёпинг и Слейпнер, а также баскетбольный клуб Норрчёпинг Долфинс. На стадионе Идроттспаркен проходили матчи чемпионата мира по футболу 1958 и чемпионата Европы по футболу 1992.

## Города-побратимы
- Эсслинген-на-Неккаре, Германия
- Клаксвик, Фарерские острова
- Коупавогюр, Исландия
- Линц, Австрия
- Оденсе, Дания
- Рига, Латвия
- Тампере, Финляндия
- Тронхейм, Норвегия